# Onon
Onon gol (mongolsko Онон гол, rusko Онон) je reka v Mongoliji in Rusiji. Dolga je 1032 kilometrov, njeno porečje pa meri 96.200 kvadratnih kilometrov.

## Potek
Izvira na vzhodnem pobočju gorovja Henti. Teče 298 km znotraj Mongolije, preden vstopi v regijo višavja Henti-Daur na Ruskem Daljnem vzhodu in teče vzdolž gorovja Stanovik. V spodnjem toku teče med gorovjema Mogojtuj (Могойтуйский хребет) in Borščovoča (Борщовочный хребет). Združuje se z reko Ingoda in tvori reko Šilko. Njena rečna dolina tvori vzhodno mejo višavja Henti-Daur. Njeni glavni pritoki so Khurkin Gol, Borzja in Unda z desne ter Aguca, Kira in Aga z leve.
Vodovodni sistem Onon—Šilka—Amur je ena od desetih najdaljših rek na svetu, ki meri 1032 km + 560 km + 2874 km.

## V zgodovini
Zgornji Onon je eno od območij, za katera se trdi, da je kraj, kjer se je rodil in odraščal Džingiskan. Džingiskanov sedež je bil na bregu reke Onon.
Skrivna zgodovina Mongolov se začne takole:
{{quote|
»Na svet je prišel 'Borte Chono' (modro-sivi volk), čigar usoda je bila nebeška volja. Njegova žena je bila 'Gua Maral' (lepa damjakinja). Potovala sta čez notranje morje in ko sta se utaborila blizu izvira reke Onon na vidiku Burkhan Khalduna, se jima je rodil prvi sin, po imenu Bat Tsagaan.«

## Uporaba
Leta 2014 je bilo v Mongoliji iz reke odvzetih približno 0,5 milijona m3 vode za živino, obdelovalna zemljišča in industrijsko uporabo.

## Vir
- Opća enciklopedija JLZ, Zagreb (1980), 6, Nih-Ras, str. 182